# Naaman

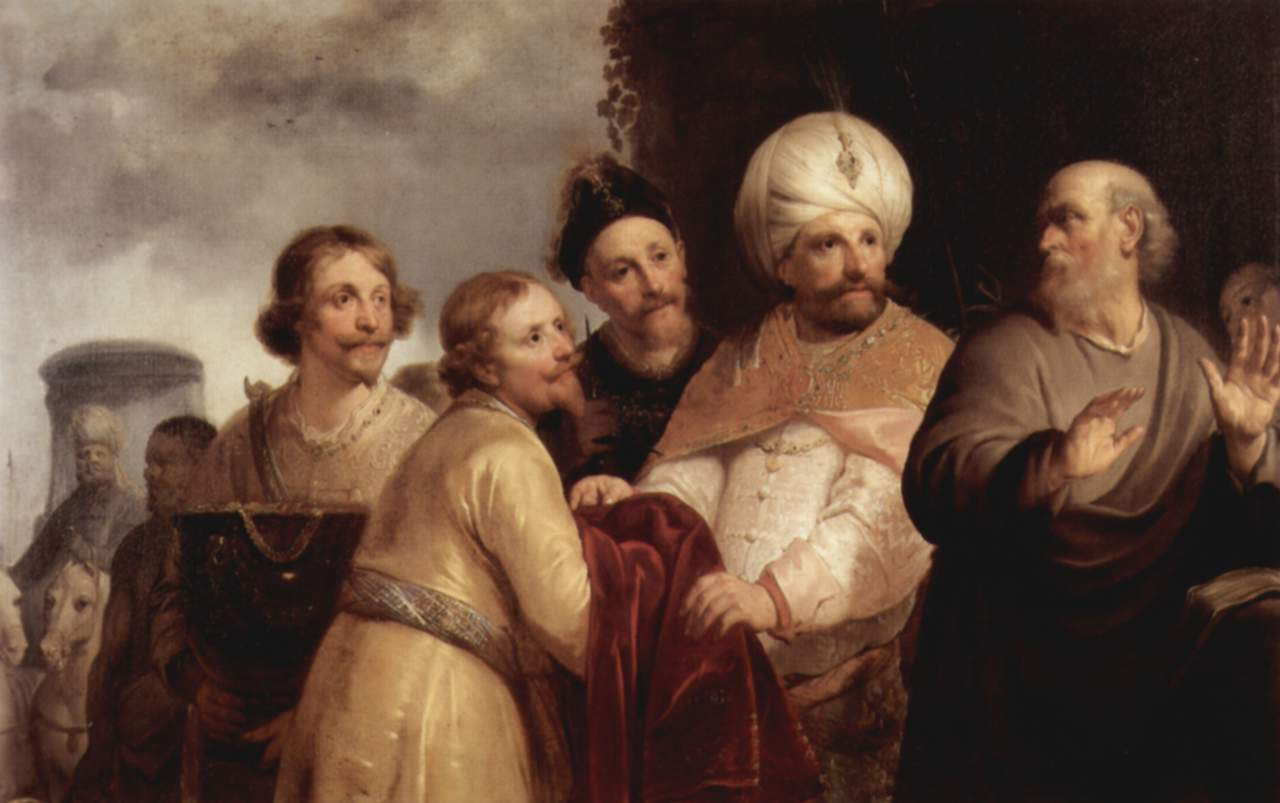
Pieter de Grebber, Elizeusz odmawia przyjęcia darów Naamana

Naaman (hebr. נַעֲמָן) – według Biblii dowódca wojsk aramejskich, cudownie uzdrowiony z trądu przez proroka Elizeusza (2Krl 5). Opisane w Biblii wydarzenia miały miejsce przypuszczalnie za panowania izraelskiego króla Jorama, na podstawie czego „króla Aramu”, któremu służył Naaman, utożsamia się z władcą syryjskim Ben-Hadadem II.
Cierpiący na trąd Naaman dowiedział się od młodej Izraelitki, będącej służącą jego żony, że w Samarii żyje prorok mogący go uzdrowić. Usłyszawszy o tym, Naaman wyruszył na dwór króla izraelskiego z listem od władcy Aramu, w którym prosił on o wyleczenie swojego poddanego. Król Izraela potraktował list jako prowokację, w sprawę interweniował jednak prorok Elizeusz, przekazując aramejskiemu dowódcy przez swojego sługę, by obmył się siedem razy w Jordanie. Urażony Naaman chciał wrócić do kraju, przekonany jednak przez swoich służących spełnił słowa proroka i choroba natychmiast ustąpiła. Uzdrowiony Aramejczyk wyznał swoją wiarę w Boga Izraela i zabrał z Izraela ziemię, by w swojej ojczyźnie zbudować na niej poświęcony mu ołtarz. Elizeusz nie przyjął oferowanych mu w podzięce darów, w drodze powrotnej Naamana dogonił jednak sługa proroka, Gechazi, oświadczając fałszywie iż jego pan zmienił zdanie. Wziąwszy srebro i szaty wrócił do domu Elizeusza, który za kłamstwo ukarał go przeniesieniem nań trądu nękającego wcześniej Naamana.
W Nowym Testamencie postać Naamana została przywołana w mowie Jezusa (Łk 4,27) jako przykład Bożej łaski udzielonej poganom.